# Когнитивная лингвистика
Когнити́вная лингви́стика — направление в языкознании, которое исследует проблемы соотношения языка и сознания, роль языка в концептуализации и категоризации мира, в познавательных процессах и обобщении человеческого опыта, связь отдельных когнитивных способностей человека с языком и формы их взаимодействия.
Под категоризацией понимается процесс упорядочения полученных знаний, то есть распределения нового знания по тем или иным рубрикам, существующим в сознании человека, и часто задаваемых категориями языка, носителем которого этот человек является. Концептуализация — это процесс определения набора когнитивных признаков (в том числе категориальных) какого-либо явления реального (или воображаемого) мира, которые позволяют человеку иметь, хранить в сознании и пополнять новой информацией сколько-нибудь очерченное понятие и представление об этом явлении и отличать его от других феноменов.
Вообще когнитивизм — совокупность наук, объединяющая исследования общих принципов, управляющих мыслительными процессами. Таким образом, язык представляется как средство доступа к мыслительным процессам. Именно в языке фиксируется опыт человечества, его мышление; язык — познавательный механизм, система знаков, специфически кодифицирующая и трансформирующая информацию.
Объектом когнитивной лингвистики является язык как механизм познания.

## История становления и развития когнитивной лингвистики
Возникновение когнитивной лингвистики было обусловлено не только историей языкознания, но и в более широкой перспективе развитием когнитивных исследований и становлением так называемой «когнитивной науки» (cognitive science; в публикациях на русском языке встречаются также термины «когнитология» и «когитология»).
Официальное «рождение» когнитивной лингвистики приурочивают к международному лингвистическому симпозиуму, состоявшемуся весной 1989 года в Дуйсбурге (Германия) и ставшему одновременно первой международной конференцией по когнитивной лингвистике. Участниками симпозиума была создана международная ассоциация когнитивной лингвистики (International Cognitive Linguistics Association), основан журнал Cognitive Linguistics и задумана серия монографий Cognitive Linguistics Research, в которой впоследствии публиковались труды выдающихся представителей этого направления. Однако по существу когнитивная лингвистика возникла раньше, и конец 1980-х годов — это период не зарождения её, а расцвета, время выхода в свет многочисленных работ, выполненных в духе соответствующей[какой?] идеологии.
В когнитивной лингвистике мы видим новый этап изучения сложных отношений языка и мышления, проблемы, в значительной степени характерной именно для отечественного теоретического языкознания. Начало такому изучению положили нейрофизиологи, врачи, психологи (П.Брока, К.Вернике, И. М. Сеченов, В. М. Бехтерев, И. П. Павлов). На базе нейрофизиологии возникла нейролингвистика (Л. С. Выготский, А. Р. Лурия). Стало ясным, что языковая деятельность протекает в мозге человека, что разные виды языковой деятельности (освоение языка, слушание, говорение, чтение, письмо) связаны с разными отделами головного мозга.
Следующим этапом развития проблемы соотношения языка и мышления стала психолингвистика, в рамках которой изучались процессы порождения и восприятия речи, процессы изучения языка как системы знаков, хранящейся в сознании человека, соотношение системы языка и её использования, функционирования (американские психолингвисты Ч.Осгуд, Т.Себеок, Дж. Гринберг, Дж. Кэррол, российские лингвисты А. А. Леонтьев, И. Н. Горелов, А. А. Залевская, Ю. Н. Караулов).
Таким образом, когнитивная лингвистика как самостоятельная область современной лингвистической науки, выделилась из когнитивной науки. При этом отличие когнитивной лингвистики от других когнитивных наук заключается именно в её материале, она исследует сознание на материале языка (другие когнитивные науки исследуют сознание на своем материале), а также в её методах, она исследует когнитивные процессы, делает выводы о типах ментальных репрезентаций в сознании человека на основе применения к языку имеющихся в распоряжении лингвистики собственно лингвистических методов анализа с последующей когнитивной интерпретацией результатов исследования.

## Основные направления
Можно говорить, по крайней мере, о следующих направлениях в когнитивной лингвистике, которые определились на сегодняшний день (называем типичных представителей данных направлений):
- Культурологическое — исследование концептов как элементов культуры в опоре на данные разных наук. Такие исследования обычно де-факто — междисциплинарны, не связаны исключительно с лингвистикой, хотя могут выполняться и лингвистами (что и позволяет рассматривать данный подход в рамках когнитивной лингвистики); язык в этом случае выступает лишь как один из источников знаний о концептах (например, для описания концепта используются данные об этимологии слова, называющего этот концепт);
- Лингвокультурологическое — исследование названных языковыми единицами концептов как элементов национальной лингвокультуры в их связи с национальными ценностями и национальными особенностями этой культуры, направление «от языка к культуре»;
- Логическое — анализ концептов логическими методами вне прямой зависимости от их языковой формы;
- Семантико-когнитивное — исследование лексической и грамматической семантики языка как средства доступа к содержанию концептов, как средства их моделирования от семантики языка к концептосфере;
- Философско-семиотическое — исследуются когнитивные основы знаковости.

Каждое из этих направлений можно считать уже достаточно оформившимся в современной лингвистике, все они имеют свои методические принципы (объединяет их все прежде всего теоретическое представление о концепте как единице сознания) и все они имеют своих сторонников среди лингвистов-когнитологов, их представляют достаточно известные научные школы.

## Разделы когнитивной лингвистики
Когнитивная лингвистика подразделяется на 3 основных раздела:
- Когнитивная семантика, занимающаяся в первую очередь лексической семантикой;
- Когнитивная грамматика, занимающаяся главным образом синтаксисом, морфологией и остальными областями языкознания, связанными с грамматикой;
- Когнитивная фонология.

Интересующие когнитивную лингвистику аспекты когниции включают в себя:
- Конструктивную грамматику и когнитивную грамматику;
- Концептуальную метафору и концептуальное смешение;
- Концептуальную организацию: категоризация, метонимия, рамочная семантика, иконичность.

Когнитивная лингвистика, в большей степени, чем генеративная лингвистика, пытается соединить в единое целое эти направления. Сложности возникают в связи с тем, что терминология когнитивной лингвистики ещё не устоялась окончательно, поскольку это относительно новая область исследований, а также по причине контактов с другими дисциплинами.
Разработки когнитивной лингвистики становятся признанными способами анализа литературных текстов. Когнитивная поэтика стала важной частью современной стилистики. Лучшей книгой по этой дисциплине остаётся Cognitive Poetics Питера Стокуэлла.

## Лингвисты-когнитивисты
- Чарльз Филлмор
- Джордж Лакофф
- Рональд Лангакер
- Леонард Талми
- Александр Кибрик